# Fazekas György (író)
Fazekas György (Miskolc, 1914. június 6. – Budapest, 1984. május 22.) író, újságíró.

## Élete
Gimnáziumi tanulmányait Miskolcon végezte, majd újságíró lett. Első cikkei a Felső-Magyarország című lapban, édesapja (Fazekas Sámuel) napilapjában jelentek meg. A második világháború idején munkaszolgálatos volt, majd hadifogságot szenvedett. Miután hazatért, a Szabad Nép munkatársa lett. 1953-tól a reformkommunisták Nagy Imre köré gyülekező csoportjának a tagja lett. Ebben az időszakban az Irodalmi Újságban publikálta cikkeit. Az 1956-os forradalom idején is Nagy Imre munkatársa volt és Nagy Imrével együtt 1956. november 4-én a jugoszláv követségen kapott menedéket illetve Nagy Imrével együtt került a romániai Snagovba. A Nagy Imre-perben 10 év tartamú szabadságvesztésre ítélték. 1961-ben (egyéni kegyelemmel) szabadult. 1968-tól a Magyar Hírlap munkatársa volt.

## Művei
- Emberrabló (regény) (1953)
- Csodálatos utazás (ifjúsági regény) (1954)
- Miskolci toronyóra (önéletrajz) (1976).
- Miskolc-Nyizsnyij-Tagil-Miskolc (II. világháborús munkaszolgálatos önéletrajz) (1979)

## Róla írták
- Pályi András: Az újságíró önéletrajza (Élet és Irodalom, Budapest, 1977. 6. sz.)
- Földesi József: Sorsdöntő napok tanúi. F. Gy., újságíró (Mozgó Világ, 1983, 1984)
- Forró ősz Budapesten (életútinterjú, készítette Hegedüs B. András, Budapest, 1989)
- Ember Judit: Menedékjog – 1956. A Nagy Imre csoport elrablása (Budapest, 1989)